# Breon Gorman
Breon Gorman (* 20. oder 30. August 1954 in Washington, D.C.) ist eine US-amerikanische Schauspielerin.

## Leben
Gorman ist bekannt für ihre Rolle Tess Saxton, der jüngeren Tochter der Saxton Familie in der Seifenoper Lovers and Friends (1977–1978), die sie von Vicky Dawson übernahm. Auf der Leinwand war sie unter anderem als Jean Johnson in Jeff Blyths 1989 veröffentlichten Abenteuerfilm Abenteuer in Kenia und als Admiral Doughertys Attaché Lt. Curtis in Jonathan Frakes’ 1998 erschienenen Science-Fiction-Film Star Trek: Der Aufstand zu sehen. Sie hatte einige Auftritte in Fernsehserien wie etwa Jung und Leidenschaftlich – Wie das Leben so spielt (1989), Unter der Sonne Kaliforniens (1993), Diagnose: Mord (2001), Emergency Room – Die Notaufnahme (2006) und Murder in the First (2015). Zudem war sie auch als Theaterschauspielerin tätig.

## Filmografie
- 1977: Delta County, U.S.A. (Fernsehfilm)
- 1977–1978: Lovers and Friends (Fernsehserie)
- 1981: Zurück bleibt die Angst (Ghost Story)
- 1981: Bill (Fernsehfilm)
- 1989: Jung und Leidenschaftlich – Wie das Leben so spielt (As the World Turns, Fernsehserie, eine Folge)
- 1989: Abenteuer in Kenia (Cheetah)
- 1990: Hunter (Fernsehserie, eine Folge)
- 1991: Der Doktor – Ein gewöhnlicher Patient (The Doctor)
- 1991: Die Fälle der Rosie O’Neill (The Trials of Rosie O’Neill, Fernsehserie, eine Folge)
- 1993: Unter der Sonne Kaliforniens (Knots Landing, Fernsehserie, eine Folge)
- 1993: Eine gefährliche Frau (A Dangerous Woman)
- 1998: Star Trek: Der Aufstand (Star Trek: Insurrection)
- 2001: Diagnose: Mord (Diagnosis Murder, Fernsehserie, eine Folge)
- 2001: Roswell (Fernsehserie, eine Folge)
- 2001: Texas Rangers
- 2001: Practice – Die Anwälte (The Practice, Fernsehserie, eine Folge)
- 2003: Boston Public (Fernsehserie, eine Folge)
- 2006: Emergency Room – Die Notaufnahme (ER, Fernsehserie, eine Folge)
- 2007: Numbers – Die Logik des Verbrechens (NUMB3RS, Fernsehserie, eine Folge)
- 2009: Play the Game – Ein Date Doktor für Grandpa (Play the Game)
- 2009: Raising the Bar (Fernsehserie, eine Folge)
- 2011: Parks and Recreation (Fernsehserie, eine Folge)
- 2011: All It Will Ever Be (Kurzfilm)
- 2013: Through an Open Door (Kurzfilm)
- 2013: Longmire (Fernsehserie, eine Folge)
- 2014: Hart of Dixie (Fernsehserie, eine Folge)
- 2015: Murder in the First (Fernsehserie, eine Folge)